# Isocletopsyllus maximus
Isocletopsyllus maximus is een eenoogkreeftjessoort uit de familie van de Cletopsyllidae. De wetenschappelijke naam van de soort is voor het eerst geldig gepubliceerd in 2010 door Song, Kim & Hwang.